# Nikon Z 8
A Nikon Z 8 egy 45,7-megapixeles FX-formátumú, Z-bajonnettes digitális tükör nélküli fényképezőgép, amelyet a Nikon 2023. május 10-én jelentett be.

## Tulajdonságok
A Z 8 tulajdonságaiban szinte megegyezik a Z 9-cel. Szenzora azonos (45,7 MP-es stacked CMOS), kép- és videófelvételei képességeik megegyeznek. A Z 8 nem rendelkezik beépített vertikális markolattal (grip), így könnyebb, és a Z 9 méretéhez viszonyítva 30%-kal, a D850 méretéhez képest 15% kisebb. Az autofókusz repülőket is érzékel (polgári és katonai egyaránt), valamint a gép támogatja a HEIF formátumú képfelvételt. Míg a Z 9 csak egy darab USB-C csatlakozóval rendelkezik (töltés és adatkommunikációra), a Z 8 két USB-C csatlakozót kapott (melyből egyik külső táplálásra hivatott (PD), így a másik fennmarad egyéb adatkommunikációra, pl. MC-N10 Remote Grip-pel való használatra). A Z 8 akkumulátora a 2280 mAh-s EN-EL15c (kompatibilis: EN-EL15a/b/c), mely kisebb kapacitású a Z 9 3300 mAh-s EN-EL18d akkumulátorához képest. A Z 9 dupla CFX/XQD memóriakártya-slotja helyett a Z 8 egy darab CFX/XQD, valamint egy darab SD-kártya slottal rendelkezik. Hiányzik a Z 9-ben meglévő GNSS/GPS-vevő, valamint az Ethernet-port is.
A géphez az MB-N12 Power Battery Pack vertikális markolat tartozik, melyben két EN-EL15c/b/a akkumulátor kaphat helyet (a markolat a Z 8 belső akkumulátorának helyén csatlakozik, így a markolattal összesen csak két akkumulátor lehet a gépben, nem három).

### A Z 9-cel megegyező tulajdonságok
- 45,7 megapixeles, Nikon által fejlesztett stacked BSI CMOS képérzékelő
- ISO-tartomány: 64–25 600 (expanded: 32–102 400)
- Nikon Expeed 7 képfeldolgozó processzor
- 493-pontos AF rendszer, mely 9 fajta célpontot is automatikusan azonosítani tud (a Nikon DSLR-ekből ismert 3D-trackingre is képes)
- Belső képstabilizáció (5-tengelyes)
- 20 kép/mp teljes felbontású RAW, 30 kép/mp teljes felbontású JPEG (C30-mód), 60 kép/mp 19-megapixeles DX JPEG (C60-mód), 120 kép/mp sorozatfelvétel 11-megapixeles JPEG (C120-mód)
- A gyors buffernek és processzornak köszönhetően akár 1000 kép sorozatfelvételére képes (korábbi Nikon fényképezőgépek kb. 200 képre voltak képesek), ez erősen függ a memóriakártya sebességétől (gyors CFExpress Type-B ajánlott)
- Az elektronikus kereső a képek készítése pillanatában is élő (blackout-free), késleltetésmentes képet ad
- Auto Capture funkció mellyel automatikus kép- és videórögzítés indítható mozgás, távolság vagy követés alapú detekció alapján (fw. v2.0+)
- Pre-Release Capture funkció, mely a gomb megnyomása előtti, akár 300 mp-cel korábbi képeket is rögzíteni tudja (fw. v2.0+)
- Belső 12-bit N-RAW videófelvétel 8.3K 60 fps-ig, 12-bit ProRes RAW HQ videófelvétel 4.1K 60 fps-ig
- Belső 10-bit N-Log videófelvétel H.264, H.265, ProRes 422 HQ formátumokban (8K 30 fps-ig, 4K 120 fps-ig, 1080p 120 fps-ig)
- Egy videófelvétel hossza max. 2 óra 5 perc (a korábban megszokott 29 perc 29 mp helyett)
- Synchro VR
- Hátsó, 3.2"-es kihajtható érintőképernyő (2,1 millió képponttal)
- Szenzor védő, mely a fényképezőgép kikapcsolásánál vagy az objektív levétele esetén leereszkedik a szenzor elé, védve így a portól (kikapcsolható)

### A Z 9-től eltérő tulajdonságok
- A test nem rendelkezik beépített vertikális markolattal (grip), így könnyebb és kisebb, mint a Z 9
- Nikon EN-EL15c újratölthető Li-ion, kompatibilis az EN-EL15a/b/c akkumulátorokkal is
- Pixel Shift (képponteltolás) funkció, mellyel akár 180 megapixeles fénykép is készíthető, kizárólag állványról, stabilizált helyzetben (fw. v2.0+, NX Studio szükséges az egyes képek összeillesztéséhez)

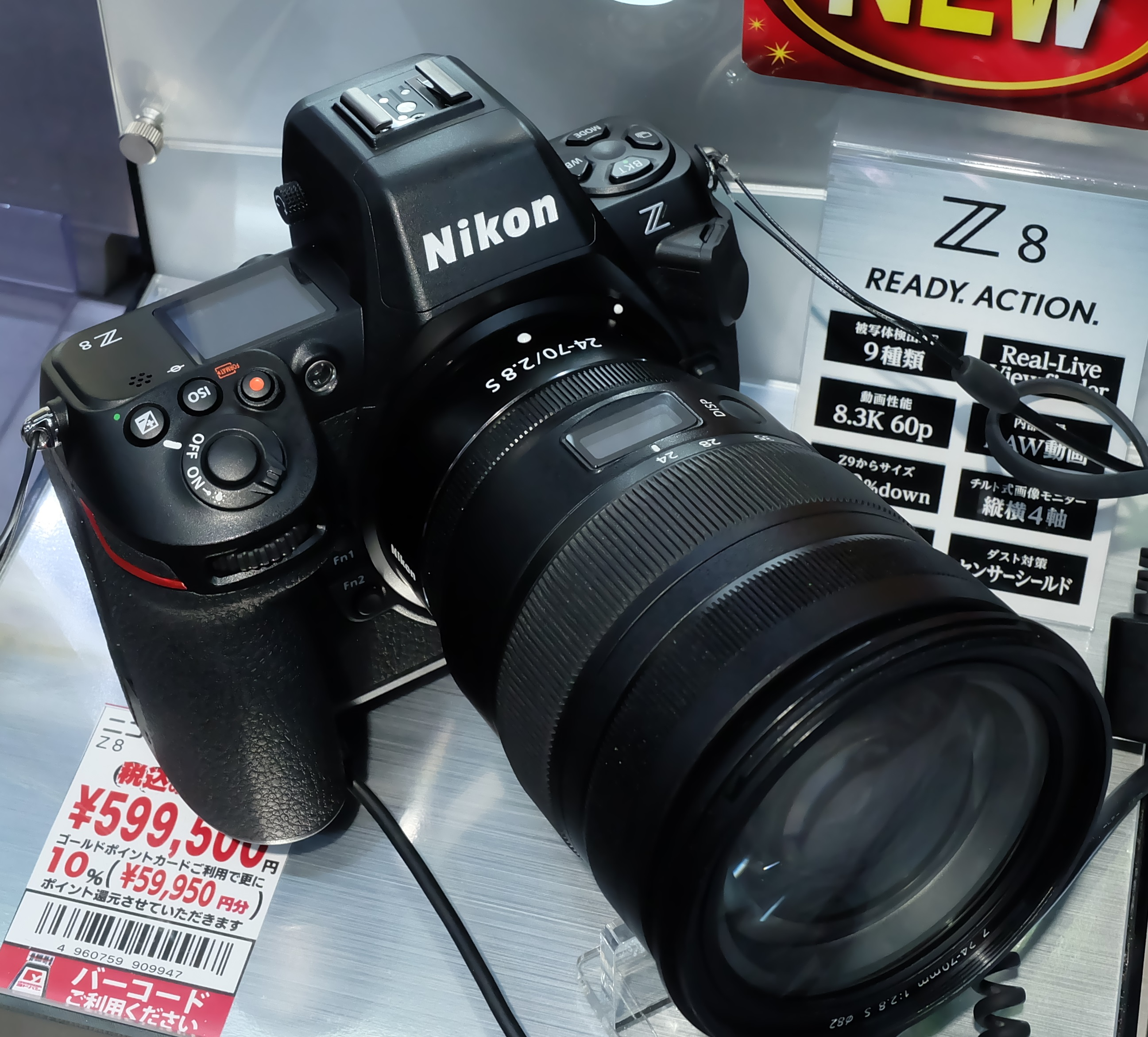
Z 8 + NIKKOR Z 24-70mm f/2.8 S
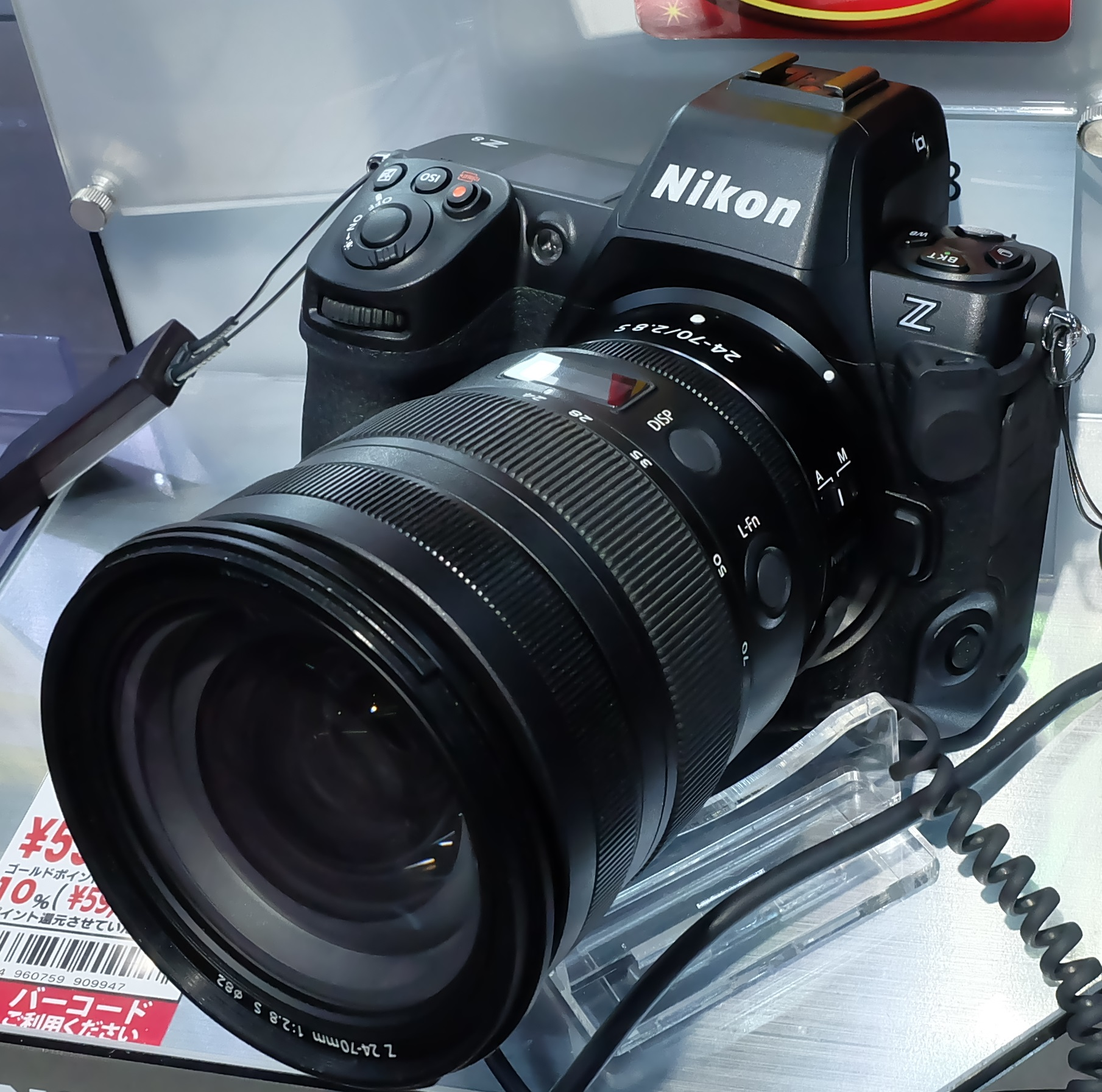
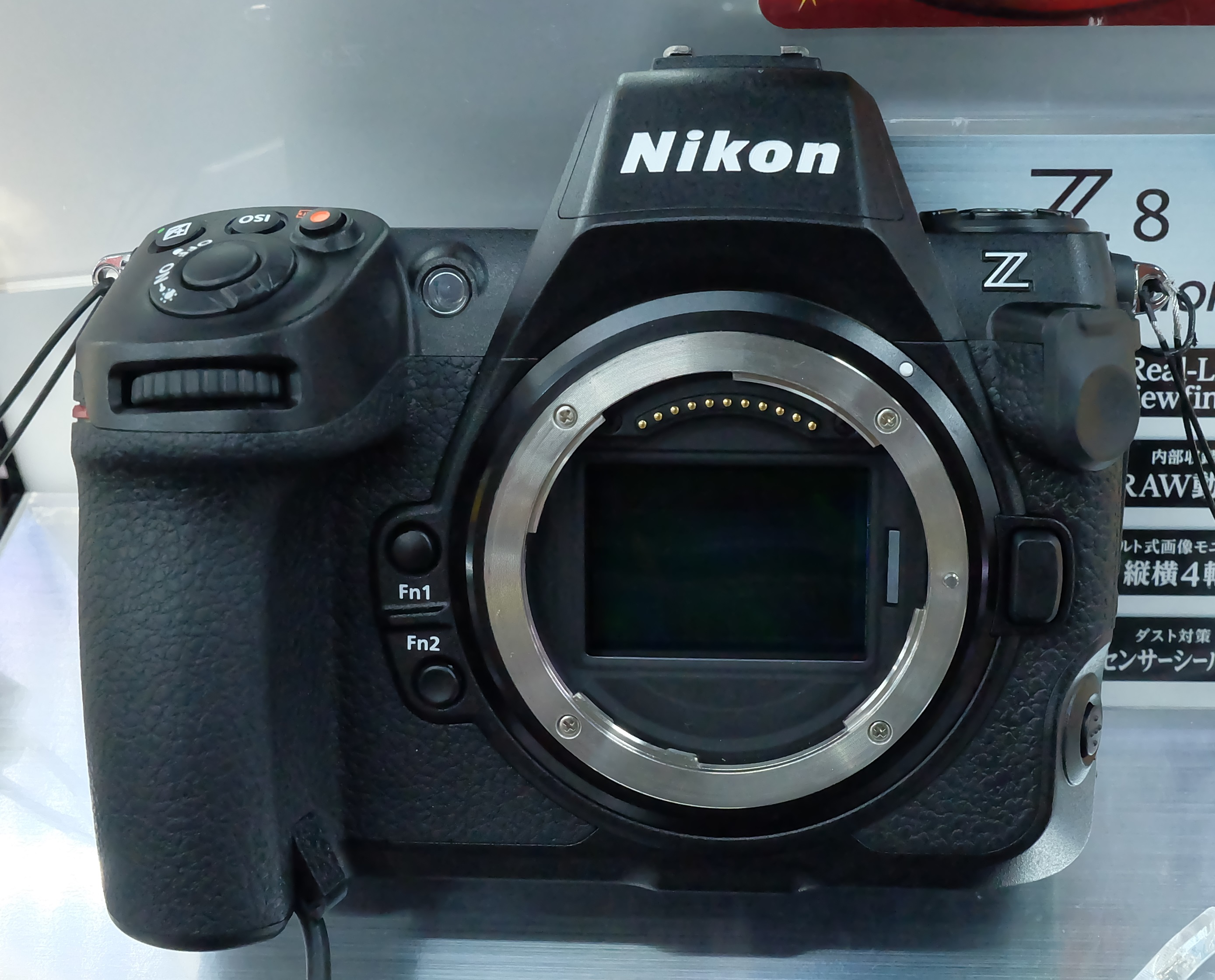
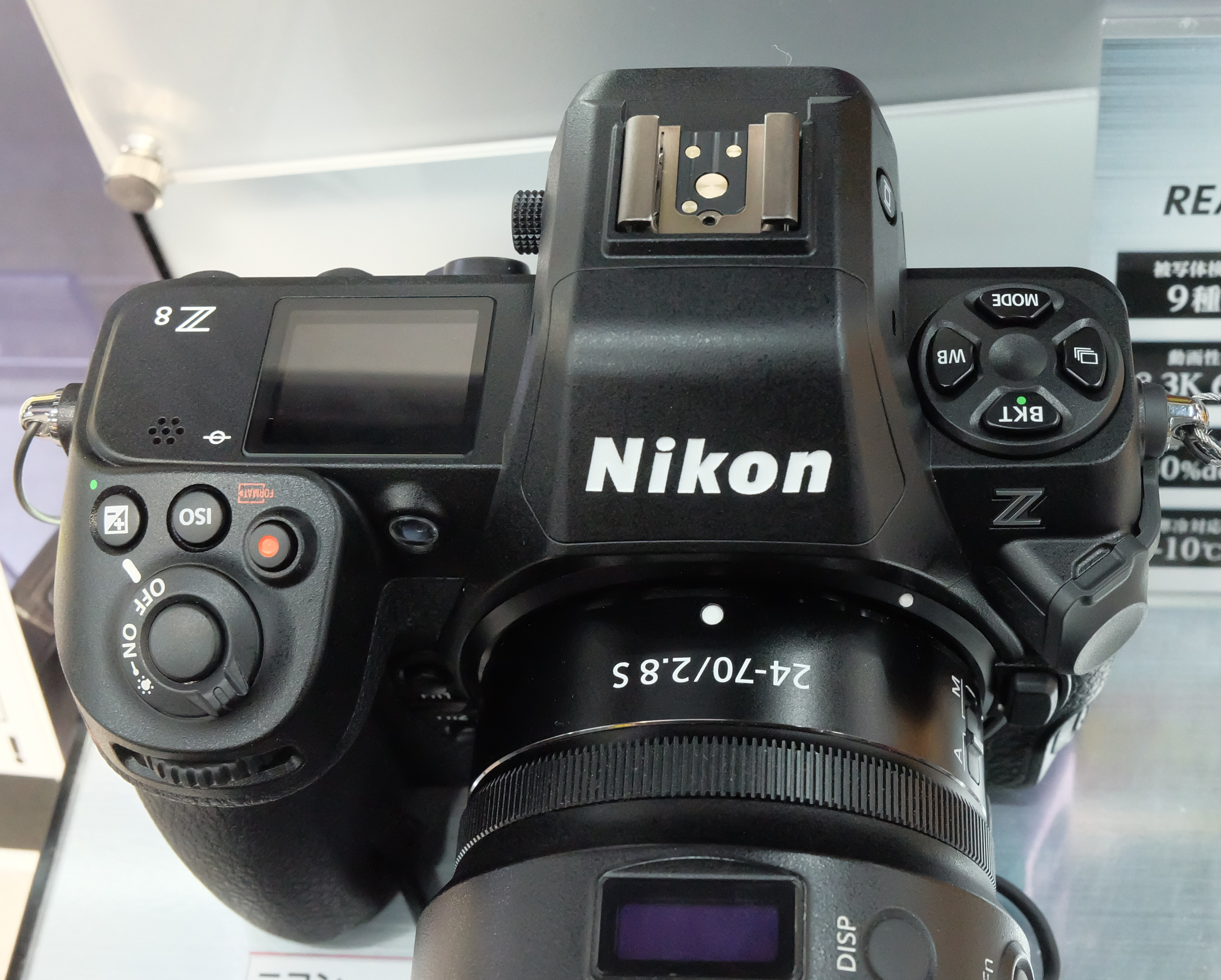
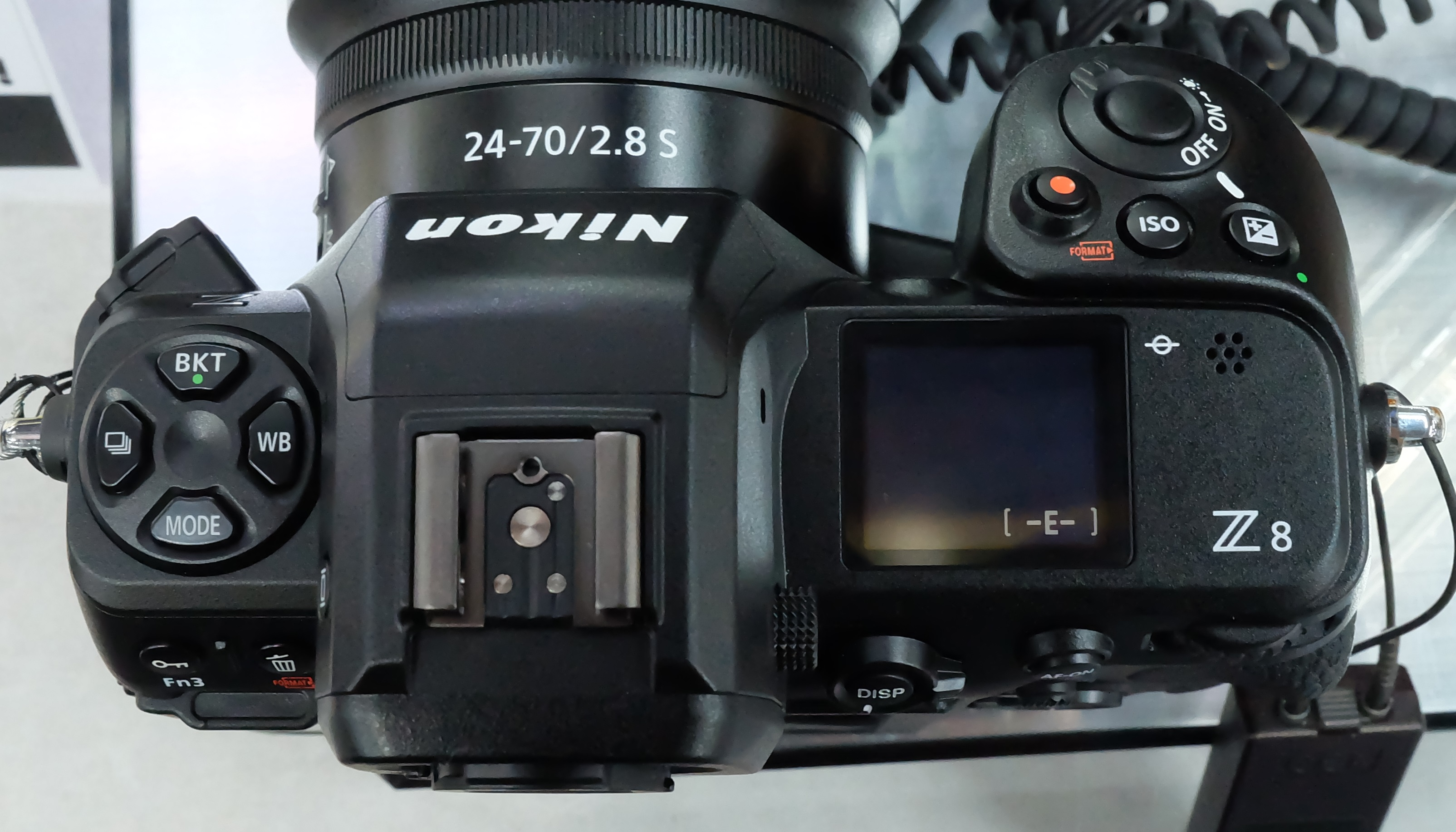
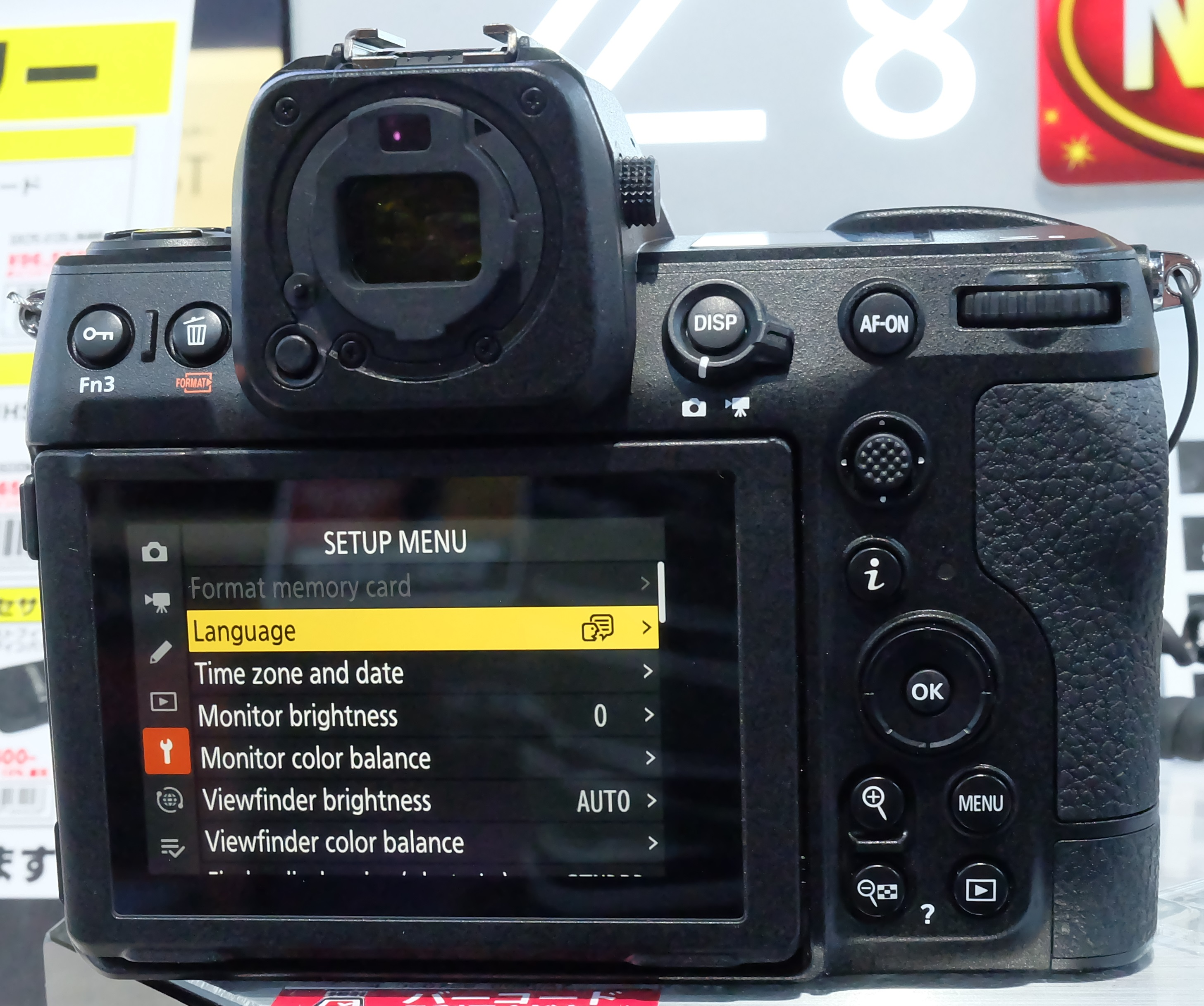
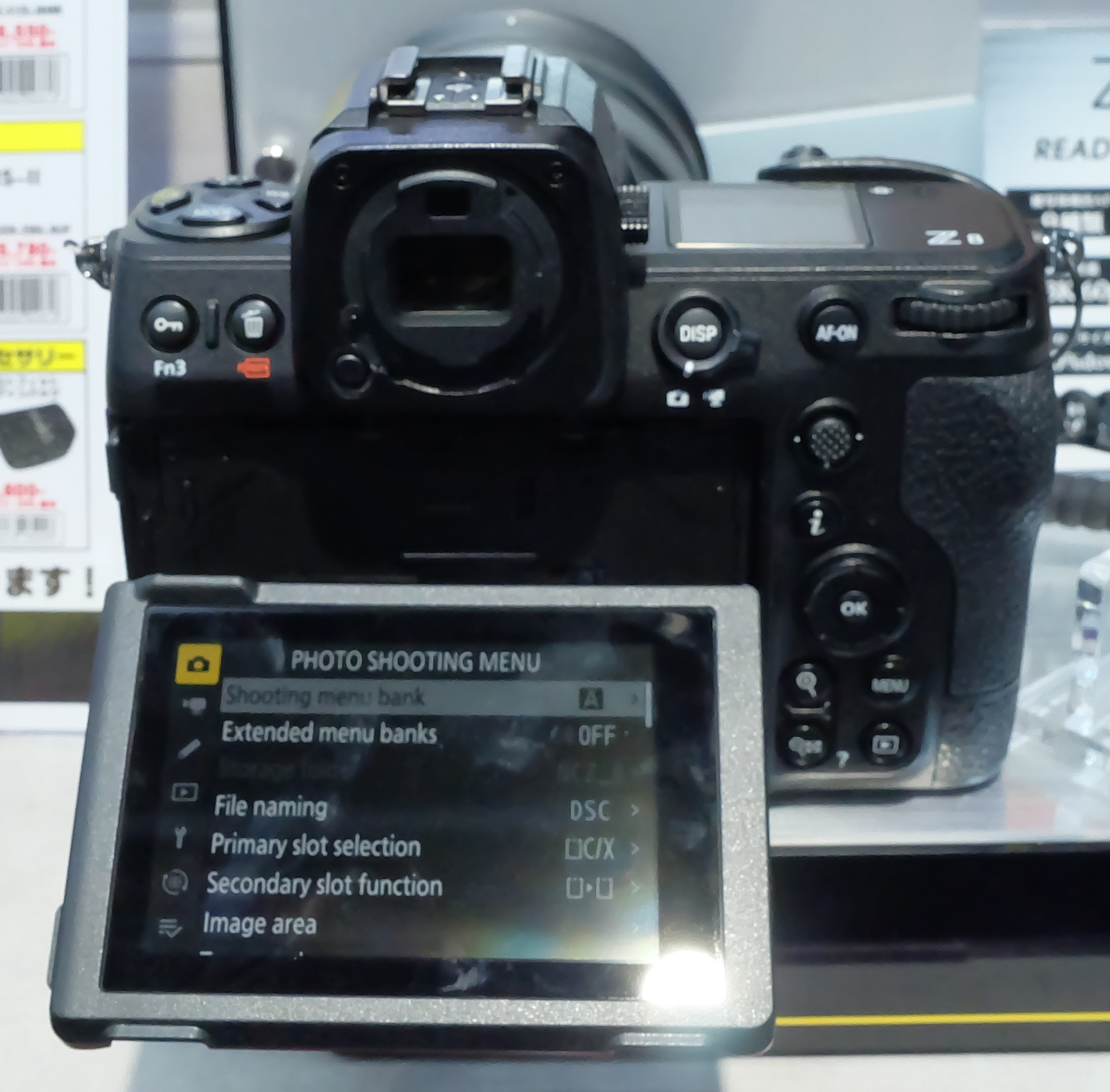
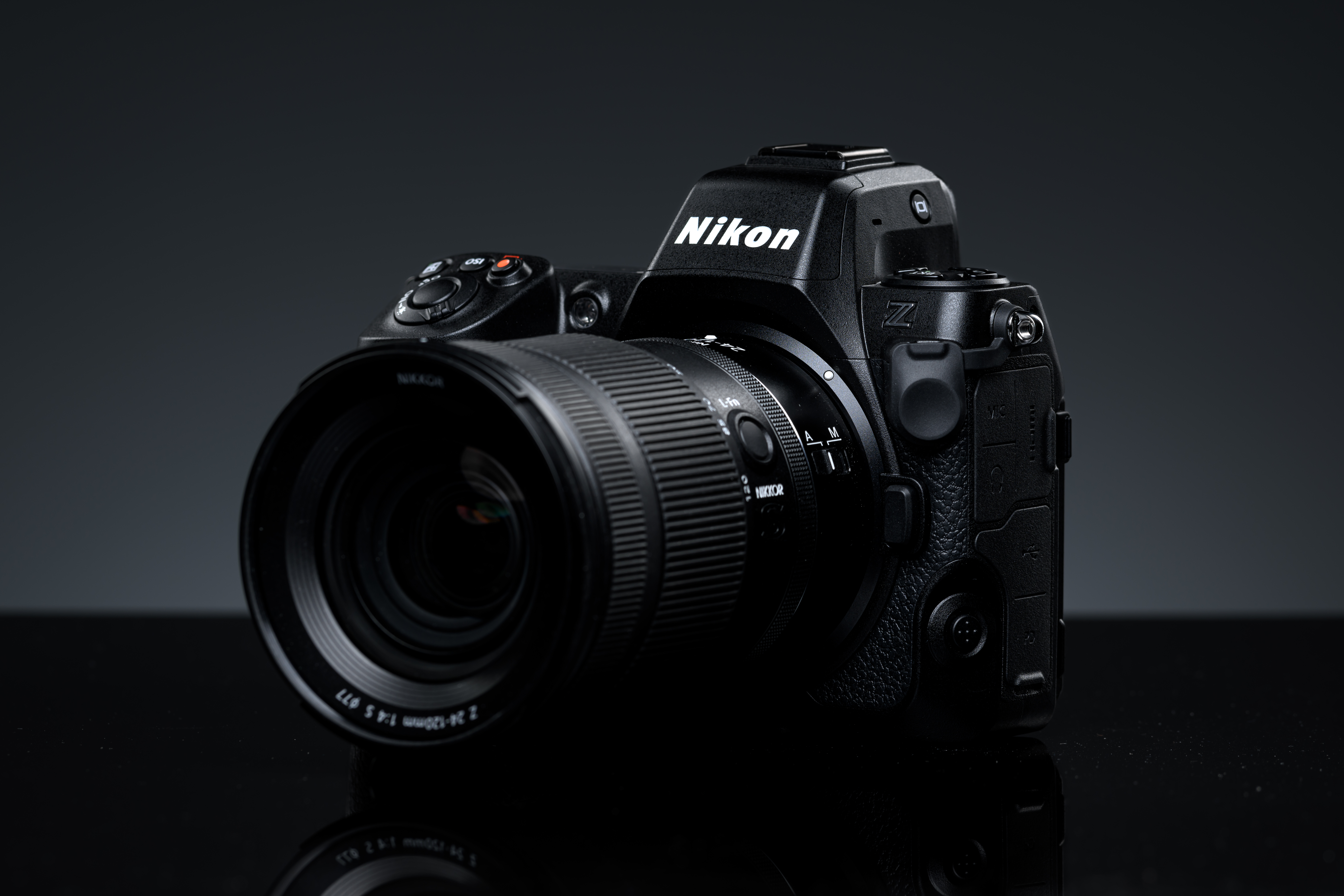

## Firmware frissítések
| Verzió | Megjelenés          | Fő változások, megjegyzések |
| ------ | ------------------- | --- |
| 1.0    | 2023. május 10.     | - Első firmware-verzió |
| 1.01   | 2023. augusztus 23. | - Áthelyezett magas belső hőmérsékletet jelző feliratok, jobb időzítéssel - Hibajavítások |
| 2.00   | 2024. február 7.    | - "Auto Capture" funkció, mellyel automatikus kép- és videórögzítés indítható mozgás, távolság vagy követés alapú detekció alapján - "Pixel shift" (képponteltolás) funkció, mellyel akár 180 megapixeles fénykép is készíthető (kizárólag állványról) (NX Studio szükséges az egyes képek összeillesztéséhez) - AF-detekció madarakhoz - N-Log videófelvételnél a korábbinál alacsonyabb ISO választható (200 és 400 natív ISO is választható, 800 helyett) - "Gazdag árnyalatú portré" profil a Picture Controlban - Több funkció társítható, több gombra a gépen - Fókusztávolság kijelzése manuális élesítésnél - Változtatható fókuszpont-keretméret |
| 2.01   | 2024. április 23.   | - Változtak az alapértelmezett értékek drótnélküli kapcsolat esetén - Hibajavítások |